# Fətəli xan Xoyski
Fətəli xan Xoyski, Fatali Chan Chojski (ur. 7 grudnia 1875 w Szeki, zm. 19 czerwca 1920 w Tyflisie) – azerski polityk.

## Biografia
Był niezależnym, liberalnym politykiem, prawnikiem z wykształcenia. 28 maja 1918 stanął na czele związanego z Azerbejdżańską Radą Narodową rządu Demokratycznej Republiki Azerbejdżanu. Jako premier notyfikował rządom innych państw powstanie niepodległego państwa azerskiego z tymczasową stolicą w Gandży. Po wkroczeniu wojsk osmańskich na terytorium Republiki, 17 czerwca 1918 utworzył nowy gabinet, który następnie tymczasowo przejął uprawnienia Rady Narodowej. 26 grudnia 1918 sformował kolejny rząd. Przetrwał on do 14 kwietnia 1919. Należał do polityków sprzeciwiających się prowadzeniu ustępliwej polityki wobec Rosji Radzieckiej. Stał na czele działającego w Tbilisi Komitetu Ocalenia Azerbejdżanu, utworzonego w odpowiedzi na inwazję Armii Czerwonej. Został zamordowany w czerwcu 1920.

## Upamiętnienie
Poczta Polska wyemitowała 20 lutego 2020 roku znaczek pocztowy o nominale 3,30 złotych upamiętniający setną rocznicę odnowienia relacji dyplomatycznych Polski i Azerbejdżanu. Autor projektu znaczka Maciej Jędrysik przedstawił na znaczku portrety narysowane na podstawie fotografii ówczesnych ministrów spraw zagranicznych: Stanisława Patka oraz Fətəliego xan Xoyskiego. Druk wykonano techniką offsetową na papierze fluorescencyjnym, w nakładzie 180 tys. sztuk.